# Adrien de Gerlache
Adrien Victor Joseph de Gerlache de Gomery (Hasselt, 2 agosto 1866 – Bruxelles, 4 dicembre 1934) è stato un esploratore belga.
Ufficiale della marina militare belga, guidò una spedizione belga in Antartide fra il 1897 e il 1899.

## Biografia
Adrien de Gerlache de Gomery era figlio primogenito di Auguste de Gerlache de Gomery (1832-1901) un ufficiale di origine nobile e di Emma-Thérèse Biscops (1842-1940). Dopo il trasferimento a Bruxelles e finite le scuole secondarie Adrien espresse il desiderio di una carriera in marina ma il padre, contrario, lo spinse a studiare scienze applicate presso il Politecnico della Vrije Universiteit Brussel. L'attrazione per il mare era però molto forte e durante le vacanze del 1883 Adrien si imbarcò come mozzo sulla Waesland, una nave a vapore che percorreva la rotta Anversa-New York.

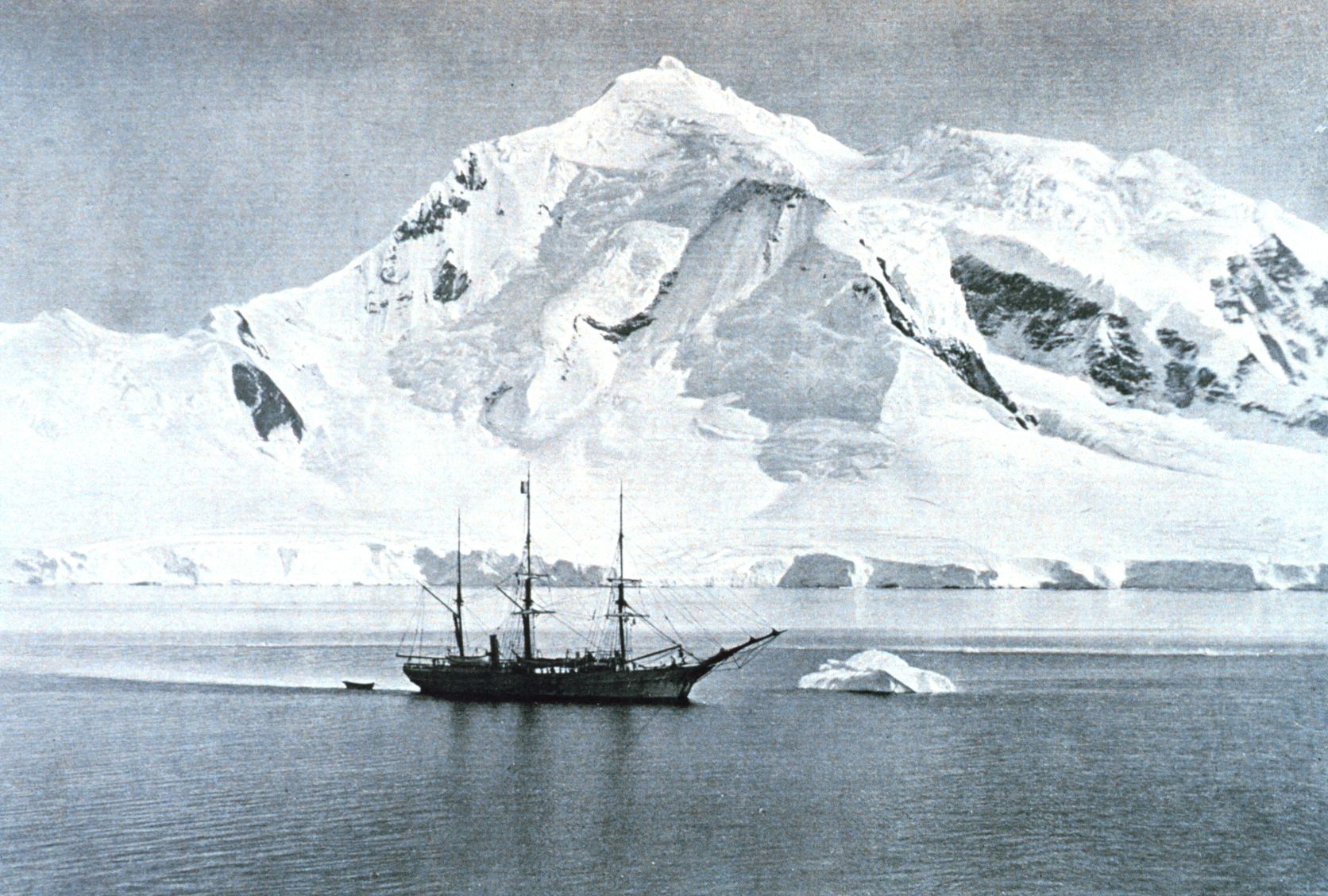
La Belgica ancorata a Mount William

Il 22 ottobre 1885 Adrien concluse con successo gli studi presso l'università e il 19 gennaio 1886 si arruolò in marina, nello stesso anno entra come aspirante ufficiale nell'equipaggio di una nave della guardia costiera belga. Per acquisire esperienza sulle rotte di lungo corso de Gerlache si imbarca sulla tre alberi britannica Craigie Burn che in 12 mesi raggiunge San Francisco.
Nel 1889 de Gerlache venne nominato "secondo tenente di lungo corso", trascorse lo stesso in anno in navigazione fra Costantinopoli, il Mar Nero, New York e Buenos Aires, il 1º ottobre 1890 venne nominato tenente e assegnato alla linea Ostenda-Dover e in seguito (1894) alla guardia costiera. Svolse entrambe le assegnazioni senza molto entusiasmo, Adrien desiderava infatti una vita molto più avventurosa. Nel 1891 venne a conoscenza dei preparativi dello svedese Adolf Erik Nordenskiöld che progettava una spedizione in Antartide, Adrien si candidò per prendervi parte ma non ottenne risposta, i preparativi della spedizione svedese procedettero però a rilento per problemi di finanziamento e Adrien decise di fare da sé.

## La prima spedizione
L'ottenimento di finanziamenti non fu impresa facile, gran parte delle risorse nazionali erano infatti destinate alle nuove colonie africane e in particolare al Congo, fortunatamente de Gerlache fu in grado di interessare alla sua impresa la Società Geografica Belga che organizzò una sottoscrizione nazionale alla quale si aggiunse una donazione da parte del parlamento belga.
Nel 1896 De Gerlache acquistò in Norvegia la nave Patria, una baleniera a tre alberi da 250 tonnellate costruita per resistere ai ghiacci, dopo una sostanziale ristrutturazione la chiamò Belgica. Salpò da Anversa il 16 agosto 1897 con un equipaggio composto da persone di diverse nazionalità, ne facevano parte anche Roald Amundsen e Frederick Cook.
Il 29 luglio del 1896 un giovane norvegese scrisse a de Gerlache per chiedergli di aggregarsi, senza compenso, alla spedizione, il venticinquene Roald Amundsen entrò quindi a far parte dell'equipaggio.
Alla spedizione della Belgica, salpata da Anversa il 16 agosto 1897, spetta il primato di essere la prima spedizione scientifica in Antartide e la prima spedizione che trascorse un inverno nel continente, i membri provenivano da diversi paesi, lo zoologo era il rumeno Emil Racoviţă, a lui si deve l'individuazione di oltre 1600 specie, ne scrisse in dettaglio nella sua pubblicazione La vie des animaux et des plantes dans l'Antarctique del 1900. Il geologo della spedizione era il polacco Henryk Arctowski, l'ufficiale di navigazione e astronomo era il belga George Lecointe, medico di bordo era lo statunitense Frederick A. Cook, l'assistente di laboratorio era russo ed insieme ad Amundsen vi erano altri norvegesi.
Nel gennaio del 1898, la Belgica raggiunse la costa della Terra di Graham, navigò tra la Terra di Graham e la striscia di isole situate ad occidente, de Gerlache chiamò il tratto di mare stretto Belgica, in seguito venne chiamato stretto di Gerlache. Tracciò la costa e nel corso di una ventina di sbarchi diede il nome a diverse isole, attraversarono il Circolo polare antartico il 15 febbraio del 1898.
Il 28 febbraio 1898 la nave rimase intrappolata dal ghiaccio nel mare di Bellingshausen, poco distante dall'isola Pietro I. Nonostante gli sforzi dell'equipaggio per liberare la Belgica, esso fu costretto a trascorrere l'inverno intrappolato dai ghiacci. Diverse settimane dopo, il 17 maggio iniziò la notte polare che durò fino al 23 luglio. Seguirono sette mesi di tentativi di liberare la nave. Molti membri dell'equipaggio ebbero problemi di scorbuto e disturbi nervosi, un marinaio belga lasciò la nave dicendo che voleva fare ritorno a casa a piedi.
Il 15 febbraio 1899 riuscirono a percorrere un canale che avevano sgomberato nelle settimane precedenti, fu necessario circa un mese per percorrere 7 miglia e il 14 marzo riuscirono a liberarsi dai ghiacci. La spedizione tornò ad Anversa il 5 novembre 1899.

## Altre spedizioni
Il 30 giugno 1898 Gerlache fu nominato primo tenente, rientrato in patria e trascorso un lungo periodo di riposo nel 1900 si diresse nuovamente verso sud a bordo della Selika con l'obiettivo di esplorare l'arcipelago delle Kerguelen, durante la navigazione giunge però la notizia che il governo francese non aveva concesso il permesso per accedere all'arcipelago, la spedizione si ferma quindi nel Golfo Persico.
Nel 1902 il suo libro Quinze Mois dans l'Antarctique (pubblicato l'anno precedente) fu premiato dall'Académie Française.
In seguito De Gerlache partecipò ad altre spedizioni fra le quali la spedizione in Antartico di Jean-Baptiste Charcot che abbandonò sbarcando nel porto brasiliani di Pernambuco a causa di disaccordi con Charcot e della nostalgia per la moglie. Nel 1904 de Gerlache sposò infatti la francese Suzanne Poulet con la quale ebbe due figli: Philippe (1906) e Marie-Louise (1908).
Nel 1905 il principe Filippo d'Orléans era alla ricerca di una nave con la quale recarsi nel Mare di Groenlandia a caccia di orsi polari, de Gerlache riesce a convincere il nobile a trasformare la spedizione di caccia in una di ricerca e il 3 giugno 1905 la Belgica salpa dal porto norvegese di Tromsø. L'esplorazione della Groenlandia orientale e delle isole Svalbard fu un successo tanto che il duca decise di acquistare la Belgica e di organizzare una nuova spedizione nel Mare di Barents e nel Mar di Kara (1907) e nell'estate del 1909 nel Mare di Groenlandia, Svalbard e Terra di Francesco Giuseppe.
Dopo il divorzio nel 1913, de Gerlache sposò Elisabeth Höjer, svedese. Con lei ebbe un altro figlio, Gaston de Gerlache (1919-2006) che negli anni cinquanta seguì le orme paterne e prese parte ad un'altra spedizione di ricerca belga in Antartide.
Adrien de Gerlache morì di paratifo a Bruxelles il 4 dicembre del 1934 e ricevette sepoltura nel cimitero comunale.

## Opere
- Adrien de Gerlache de Gomery: Le Voyage de la Belgica: Quinze mois dans l'Antarctique, Bruxelles 1902